# Direitos de transmissão automobilisticos no Brasil
Em um país com enorme tradição no cenário automobilismo internacional, a transmissão das diversas categorias do esporte à motor são presentes desde a popularização feita pela Bandeirantes na década de 70, com a transmissão da Fórmula 1 em território nacional.
Portanto, atualmente se destacam nesse âmbito automobilístico, a BAND, os Canais do Grupo Disney e o SporTV, que possuem boa parte dos direitos sob a transmissão das categorias automotivas no país.

## Monopostos
| Campeonato                                      | TV Aberta                                                    | TV Fechada | Pay-per-view         |
| ----------------------------------------------- | ------------------------------------------------------------ | ---------- | -------------------- |
| Campeonato Mundial de Formula 1                 | BAND                                                         | BandSports | F1TV                 |
| Campeonato de Fórmula 2 da FIA                  |                                                              | BandSports | F1TV                 |
| Campeonato de Fórmula 3 da FIA                  |                                                              | BandSports | F1TV                 |
| Fórmula E                                       | BAND e Youtube (ABB Formula E e Grande Prêmio)               | BandSports | Bandplay             |
| IndyCar Series                                  | TV Cultura                                                   | ESPN       | Star+ e IndyCar Live |
| Indy NXT                                        |                                                              |            | Star+ e IndyCar Live |
| USF Pro 2000 Championship                       | YouTube (Road to Indy TV)                                    |            |                      |
| USF2000 Championship                            | YouTube (Road to Indy TV)                                    |            |                      |
| USF Juniors                                     | YouTube (Road to Indy TV)                                    |            |                      |
| Campeonato de Fórmula Regional Europeia         | YouTube (Formula Regional European Championship by Alpine)   |            |                      |
| Campeonato de Fórmula Regional Asiática         | YouTube (FR Middle East Championship Certified by FIA)       |            |                      |
| Campeonato de Fórmula Regional do Oriente Médio | YouTube (FR Middle East Championship Certified by FIA)       |            |                      |
| Campeonato de Fórmula Regional das Américas     | YouTube (FR Americas)                                        |            |                      |
| Campeonato de Fórmula Regional Japonesa         | YouTube (FORMULA REGIONAL JAPANESE CHAMPIONSHIP)             |            |                      |
| Campeonato de Fórmula Regional da Oceania       | YouTube (Oversteer TV)                                       |            |                      |
| Campeonato de Fórmula Regional Indiana          | YouTube (Formula Regional India)                             |            |                      |
| Eurocup-3                                       | YouTube (EuroCup-3)                                          |            |                      |
| Super Fórmula Japonesa                          | YouTube (SUPER FORMULA Official)                             |            |                      |
| Super Formula Lights                            | YouTube (SUPER FORMULA LIGHTS)                               |            |                      |
| Euroformula Open                                | YouTube (EuroFormulaOpen.TV)                                 |            |                      |
| GB3 Championship                                | YouTube (MSV TV)                                             |            |                      |
| GB4 Championship                                | YouTube (MSV TV)                                             |            |                      |
| Formula 4 Italiana                              | Youtube (Italian F4 Championship certified by FIA)           |            |                      |
| ADAC F4                                         | YouTube (ADAC Motorsports)                                   |            |                      |
| Campeonato Espanhol de Fórmula 4                | YouTube (F4 Spanish Championship)                            |            |                      |
| Campeonato Brasileiro de Fórmula 4              | YouTube (F4 Brasil certificado pela FIA e Motorsport Brasil) | BandSports |                      |
| Campeonato Francês de Fórmula 4                 | YouTube (FFSA TV)                                            |            |                      |
| Fórmula Delta                                   | YouTube (Fórmula Delta)                                      |            |                      |
| Formula Vee Brasil                              | Youtube (Fórmula Vee Brasil Oficial)                         |            |                      |

## GT/Endurance
| Campeonato                              | TV Aberta                                                                                          | TV Fechada                  | Pay-per-view  |
| --------------------------------------- | -------------------------------------------------------------------------------------------------- | --------------------------- | ------------- |
| Campeonato Mundial de Endurance da FIA  | YouTube (FIA World Endurance Championship, Site Grande Prêmio e Esportes na Band)                  | BandSports (Apenas Le Mans) | FIA WEC TV    |
| IMSA SportsCar Championship             | YouTube (Grande Prêmio)                                                                            |                             | IMSA TV       |
| European Le Mans Series                 | YouTube (European Le Mans Series Official, Motorsport Brasil e A Mil Por Hora, com Rodrigo Mattar) |                             |               |
| Asian Le Mans Series                    | YouTube (Asian Le Mans Series e A Mil Por Hora, com Rodrigo Mattar)                                |                             |               |
| Michelin Le Mans Cup                    | YouTube (Le Mans Cup e A Mil Por Hora, com Rodrigo Mattar)                                         |                             |               |
| Super GT                                | YouTube (SUPER GT Official Channel)                                                                |                             | Motorsport.TV |
| Porsche Supercup                        | |                             | F1TV          |
| International GT Open                   | YouTube (International GT Open series High Speed TV e A Mil Por Hora, com Rodrigo Mattar)          |                             |               |
| 24H Series                              | YouTube (24H Series)                                                                               |                             |               |
| Intercontinental GT Challenge           | YouTube (GT World)                                                                                 |                             |               |
| GT World Challenge Europe Endurance Cup | YouTube (GT World)                                                                                 |                             |               |
| GT World Challenge America              | YouTube (GT World)                                                                                 |                             |               |
| GT World Challenge Asia                 | YouTube (GT World)                                                                                 |                             |               |
| GT America Series                       | YouTube (GT World)                                                                                 |                             |               |
| GT4 European Series                     | YouTube (GT World)                                                                                 |                             |               |
| Campeonato Britânico de GT              | YouTube (GT World)                                                                                 |                             |               |
| ADAC GT Masters                         | YouTube (ADAC Motorsports)                                                                         |                             | Motorsport.TV |
| DTM Trophy                              | YouTube (DTM)                                                                                      |                             |               |
| Mercedes-Benz Challenge                 | YouTube (High Speed TV, Auto Super e TV AMG Cup Brasil)                                            | BandSports                  |               |
| Porsche Cup Brasil                      | BAND, Youtube (Porsche Cup Brasil e Acelerados) e Facebook                                         | SporTV                      | Motorsport.TV |
| Império Endurance Brasil                | YouTube (endurance brasil, Grande Prêmio e High Speed TV)                                          | BandSports                  |               |
| NASCAR Brasil Sprint Race               | YouTube (GTSprintRace, Acelerados, High Speed TV e Motorsport Brasil)                              | BandSports                  |               |
| GT Series Cup                           | YouTube (High Speed TV)                                                                            |                             |               |

## Turismo
| Campeonato                              | TV Aberta | TV Fechada          | Pay-per-view                        |
| --------------------------------------- | --- | ------------------- | ----------------------------------- |
| Campeonato Mundial de Carros de Turismo | YouTube (TCR TV)                                                                                               |                     | DirecTV GO                          |
| Deutsche Tourenwagen Masters            | YouTube (DTM)                                                                                                  | ESPN                | Star+                               |
| Supercars Championship                  | |                     | Supercars.com e Youtube (Supercars) |
| Stock Car Pro Series                    | Band, Youtube (Stock Car, Motorsport Brasil e Esporte na Band), Facebook (Stock Car), Twitch (Gaules) e TikTok | SporTV e BandSports | Motorsport.TV                       |
| Nürburgring Endurance Series            | YouTube (Nürburgring)                                                                                          |                     | Motorsport.TV                       |
| TC 2000                                 | Yotube (Carburando TV)                                                                                         |                     |                                     |
| eTouring Car World Cup                  | YouTube (FIA ETCR)                                                                                             |                     |                                     |
| TC America Series                       | YouTube (GT World)                                                                                             |                     |                                     |
| TCR South America                       | YouTube (TCR South America, Grande Prêmio e Motorsport Brasil)                                                 | BandSports          | Motorsport.TV                       |
| TCR Europe                              | YouTube (TCR TV)                                                                                               |                     |                                     |
| Clio Cup Europe                         | YouTube (Renault Clio Series)                                                                                  |                     |                                     |
| Stock Series                            | Youtube (Stock Car e High Speed TV)                                                                            | BandSports          | Motorsport.TV                       |
| Turismo Nacional                        | Youtube (Turismo Nacional BR, Motorsport Brasil e High Speed TV)                                               |                     |                                     |
| Turismo 1.4                             | Facebook (Turismo 1.4) e Youtube (Curva do S)                                                                  |                     |                                     |
| Copa Shell HB20                         | RedeTV e Youtube (Motorsport Brasil)                                                                           | SporTV              |                                     |

## NASCAR
| Campeontao                        | TV Aberta                 | TV Fechada | Pay-per-view |
| --------------------------------- | ------------------------- | ---------- | ------------ |
| NASCAR Cup Series                 | YouTube (Esporte na Band) | BandSports |              |
| NASCAR Xfinity Series             | YouTube (Esporte na Band) | BandSports |              |
| NASCAR Truck Series               | YouTube (Esporte na Band) | BandSports |              |
| ARCA Menards Series               |                           |            | FloRacing    |
| NASCAR Whelen Modified Tour       |                           |            | FloRacing    |
| NASCAR Advanced Auto Parts Series |                           |            | FloRacing    |
| NASCAR Pinty's Series             |                           |            | FloRacing    |
| NASCAR Euro Series                | YouTube (EuroNASCAR)      |            |              |

## Rally/Rallycross/Off-road
| Campeonato                       | TV Aberta           | TV Fechada | Pay-per-view |
| -------------------------------- | ------------------- | ---------- | ------------ |
| Campeonato Mundial de Rali       |                     |            | Star+        |
| Rally dos Sertões                |                     |            | LiveSports   |
| Campeonato Europeu de Rali       |                     |            | WRC+         |
| WRC 2                            |                     |            | WRC+         |
| Campeonato Mundial de Rallycross |                     |            | RX+          |
| Campeonato Europeu de Rallycross |                     |            | RX+          |
| Dakar Rally                      | Redbull TV          |            |              |
| Extreme E                        | Youtube (Extreme E) | SporTV     |              |

## Truck Racing
| Campeonato                         | TV Aberta                                                   | TV Fechada | Pay-per-view |
| ---------------------------------- | ----------------------------------------------------------- | ---------- | ------------ |
| Campeonato Europeu de Caminhões    | YouTube (Goodyear FIA European Truck Racing Championship)   |            |              |
| Copa Truck                         | Band, Youtube (Copa Truck, Esporte na Band e High Speed TV) | SporTV     |              |
| T1 Prima Truck Racing Championship |                                                             |            |              |
| British Truck Racing Championship  | YouTube (British Automobile Racing Club)                    |            |              |
| Monster Jam                        | YouTube (Monster Jam)                                       |            |              |

## Motovelocidade/Motocross
| Campeonato                         | TV Aberta                                       | TV Fechada | Pay-per-view            |
| ---------------------------------- | ----------------------------------------------- | ---------- | ----------------------- |
| MotoGP                             |                                                 | ESPN       | Star+                   |
| Moto2                              |                                                 | ESPN       | Star+                   |
| Moto3                              |                                                 | ESPN       | Star+                   |
| MotoE                              |                                                 | ESPN       | Star+                   |
| TT da Ilha de Man                  |                                                 |            | TT+ Live Pass           |
| North West 200                     |                                                 |            | BBC Sport North Ireland |
| WSBK                               |                                                 | BandSports |                         |
| SuperBike Brasil                   | YouTube (SuperBikeBrasil e Honda Motors Brasil) |            |                         |
| IDM Superbike                      | YouTube (MOTORRAD)                              |            |                         |
| AMA Superbike Championship         | YouTube (MotoAmerica)                           |            |                         |
| British Superbike Championship     |                                                 |            | Discovery+              |
| FIM Endurance World Championship   |                                                 |            | Motorsport.TV           |
| MXGP                               |                                                 | BandSports |                         |
| MX2                                |                                                 | BandSports |                         |
| AMA Motocross Championship         | Youtube (American Motocross)                    |            | FloRacing               |
| AMA Supercross Championship        |                                                 |            | FloRacing               |
| Motocross des Nations              |                                                 | BandSports |                         |
| Campeonato Brasileiro de Motocross | Youtube (CBMTV OFICIAL e SportBayTV)            |            |                         |

## Kart
| Campeonato                       | TV Aberta                                         | TV Fechada | Pay-per-view |
| -------------------------------- | ------------------------------------------------- | ---------- | ------------ |
| Campeonato Mundial de Kart       | YouTube (FIA Karting Championship)                |            |              |
| Campeonato Europeu de Kart       | YouTube (FIA Karting Championship)                |            |              |
| Rotax Max Challenge Grand Finals | YouTube (RotaxChallenge)                          |            |              |
| Campeonato Italiano ACI Karting  | Facebook (Campionato Italiano ACI Karting)        |            |              |
| WSK Champions Cup                | YouTube (WSKPROMOTION)                            |            |              |
| British Kart Championship        | YouTube (Motorsport UK)                           |            |              |
| Campeonato Brasileiro de Kart    | YouTube (CBA BR Kart)                             | SporTV     |              |
| Copa Brasil de Kart              | YouTube (CBA BR Kart)                             |            |              |
| 500 Milhas de Kart               | Band e Youtube (High Speed TV)                    | BandSports |              |
| Campeonato Paulista de Kart      | YouTube (Speed Park)                              |            |              |
| Copa São Paulo de Kart           | YouTube (High Speed TV e Kartódromo Granja Viana) |            |              |

## Drift
| Campeonato                          | TV Aberta                                        | TV Fechada | Pay-per-view |
| ----------------------------------- | ------------------------------------------------ | ---------- | ------------ |
| Formula Drift                       | YouTube (Formula DRIFT)                          |            |              |
| Drift Masters European Champiosnhip | Facebook (Drift Masters Grand Prix) e RedBull TV |            |              |
| British Drift Championship          | Youtube (British Drift Championship)             |            |              |
| Ultimate Drift                      | YouTube (Ultimate Drift)                         |            |              |
| Super Drift Brasil                  | YouTube (Super Drift Brasil)                     |            |              |
| Campeonato Brasiliense de Drift     | YouTube (Mega Drift Brasil)                      |            |              |